# Niphotrichum ericoides
Niphotrichum ericoides, syn. Racomitrium ericoides — вид мохів порядку гріміальних (Grimmiales).

## Поширення
Батьківщиною є Європа, Макаронезія, Північна Америка, Азія.
Населяє сухі або періодично вологі місця, які зазвичай затінені, рідше відкриті та ізольовані, піщаний, гравійний або піщаний ґрунт, перегній та ґрунт на скелях, валунах та скельних виступах, пасовища, кам'янисті ґрунти та узбіччя доріг, підлога в мезико-сухих лісах, стабілізовані дюни та порушені місця, різноманітні тундрові угруповання, переважно невапнякові субстрати; на висотах від 0 до 1600 м.

## Характеристика
Рослини жовто- чи оливково-зелені, рідко темно-зелені у верхній частині, від коричневого до чорно-коричневого кольору проксимально, можуть утворювати великі килимки. Стебла (1)3–8(12) см, від лежачих до висхідних, переважно перисторозгалужені, зрідка майже нерозгалужені. Листки притиснуті і злегка скручені коли сухі, від прямовисних до дещо загнутих коли вологі, від яйцювато-ланцетних до майже трикутних, 2–3 × 0.9–1.2 мм, краї широко вигнуті; верхівки поступово довгозагострені, різко загострені; остюки прямі чи інколи відігнуто-згинальні. Коробочкові ніжки від темно- до червоно-коричневого забарвлення, блискучі, 12–15 мм. Коробочка коричнева, довгоциліндрична, 1.5–2 мм, у сухому стані бороздчаста. Спори 9–12 мкм.